# Sayago (Montevideo)
Sayago és un barri del nord de Montevideo, Uruguai. És un important centre ferroviari del país, ja que connecta les diferents zones geogràfiques uruguaianes.
El barri va ser fundat el 1873 per iniciativa de Luis Girard. Aquesta zona va prendre el nom en homenatge a Francisco Sayago, antic propietari de les terres sobre les quals es va edificar l'emplaçament actual.
És seu del Racing Club de Montevideo.